# Ghaith Ouahabi
Ghaith Ouahabi (in arabo غيث الوهابي‎?; 2 maggio 2003) è un calciatore tunisino, centrocampista dell'Espérance.

## Carriera

### Club
Ouahabi è cresciuto nel settore giovanile dell'Espérance ed ha debuttato in prima squadra il 9 marzo 2022 nell'incontro di Ligue 1 vinto 4-0 contro il Bizertin. Ha segnato il suo primo gol il 30 gennaio 2023, contro l'Étoile du Sahel.

### Nazionale
Nel 2023 è stato convocato dalla Tunisia Under-20 per disputare il campionato mondiale Under-20 di categoria.

## Statistiche

### Presenze e reti nei club
Statistiche aggiornate al 9 novembre 2024
| Stagione        | Squadra         | Campionato      | Campionato | Campionato | Coppe nazionali | Coppe nazionali | Coppe nazionali | Coppe continentali | Coppe continentali | Coppe continentali | Altre coppe | Altre coppe | Altre coppe | Totale | Totale | Totale |
| Stagione        | Squadra         | Comp            | Pres       | Reti       | Comp            | Pres            | Reti            | Comp               | Pres               | Reti               | Comp        | Pres        | Reti        | Pres   | Reti   |        |
| --------------- | --------------- | --------------- | ---------- | ---------- | --------------- | --------------- | --------------- | ------------------ | ------------------ | ------------------ | ----------- | ----------- | ----------- | ------ | ------ | ------ |
| 2021-2022       | Espérance       | L1              | 2          | 0          | CT              | 0               | 0               | -                  | -                  | -                  | -           | -           | -           | 2      | 0      |        |
| 2022-2023       | Espérance       | L1              | 14         | 2          | CT              | 0               | 0               | CCL                | 4                  | 0                  | -           | -           | -           | 18     | 2      |        |
| 2023-2024       | Espérance       | L1              | 10         | 0          | CT              | 1               | 0               | CCL                | 6                  | 0                  | AFL         | 4           | 0           | 21     | 0      |        |
| 2024-2025       | Espérance       | L1              | 0          | 0          | CT              | 0               | 0               | -                  | -                  | -                  | -           | -           | -           | 0      | 0      |        |
| Totale carriera | Totale carriera | Totale carriera | 26         | 2          |                 | 1               | 0               |                    | 10                 | 0                  |             | 4           | 0           | 41     | 2      |        |

## Palmarès

### Club

#### Competizioni nazionali
- Campionato tunisino: 2

Espérance: 2021-2022, 2023-2024